# Kaçanik
Kaçanik (o anche in albanese Kaçani; in serbo Качаник?) è una città del Kosovo meridionale.
Da censimento 2011, Kaçanik ha 15 634 abitanti, mentre il suo comune ne conta 33 409. Il comune copre un'area 220 km², includendo Kaçanik e 31 villaggi.

## Nome
Il fondatore della città Koca Sinan Pasha la chiamò Kaçaniku. Nel 1660, la scrittrice e viaggiatrice turca, Evliya Çelebi, visitò il Kosovo e scrisse che il nome della città derivava dalla parola turca Kaçanlar in riferimento a un gruppo di banditi albanesi che operavano a Üsküb e usavano la regione di Kaçanik come nascondiglio. Poiché l'area di Kaçanik era utilizzata come nascondiglio per i Kachak, Koca Sinan Pasha costruì la fortezza cittadina per tenere fuori i Kachak.

## Storia

### Storia antica
La regione di Kaçanik era uno dei percorsi utilizzati durante le migrazioni dell'Europa centrale (simile alla cultura lusazia) nei Balcani meridionali tra il 1200 e il 1150 a.C. I monumenti di epoca romana includono un altare che risale al 158–159 d.C. ed è dedicato a una divinità di nome Andinus (Deo Andino). Il nome Andinus compare tra i nomi illirici e dalmati centrali, ma il suo culto sembra essere stato un culto locale dei Dardani sud-occidentali poiché non appare in altre parti dell'Illiria o dell'Impero Romano.

### Medio Evo
Kaçanik fu presa dagli ottomani nel 1420. A quel tempo Kaçanik era solo un villaggio registrato dagli ottomani nel 1455 come nahiyah.
Kaçanik fu fondata da Koca Sinan Pasha, che eresse una torre, la moschea cittadina che esiste ancora oggi, una cucina pubblica per i poveri (imaret), una scuola vicino alla moschea, due hane (locande simili a caravanserragli), un bagno turco (hammam), la fortezza cittadina e alcuni mulini sul fiume Lepenci.
Kaçanik divenne nota amministrativamente come città alla fine del XVI secolo e fino all'anno 1891 faceva parte del Sanjak ottomano di Üsküb, che apparteneva ancora una volta al Kosovo Vilayet dell'Impero Ottomano.

### Moderno
Nel 1878 Kaçanik doveva entrare a far parte del Principato di Bulgaria in base al Trattato di Santo Stefano, ma in base al Trattato di Berlino fu restituito agli ottomani.
Durante la rivolta albanese del 1910, l'area di Kacanik fu il campo di battaglia tra le forze ottomane e albanesi.
Dopo il 1912 la città divenne parte del Regno di Serbia, e dopo il 1918 parte del Regno dei Serbi, Croati e Sloveni (la prima incarnazione della Jugoslavia). Dal 1929 al 1941 Kaçanik fece parte della Vardar Banovina del Regno di Jugoslavia.
Durante la seconda guerra mondiale, dal 1941 al 1945, la città divenne parte del Regno di Bulgaria.
Nel 1990, dopo la sospensione dell'autonomia del Kosovo, i membri dell'assemblea kosovara si sono riuniti nella città e hanno adottato la costituzione di Kaçanik, sulla base della quale nel 1991 è stata proclamata la Repubblica del Kosovo.
Durante la guerra del Kosovo, le forze jugoslave, inclusi esercito, polizia e gruppi paramilitari, hanno effettuato operazioni nella città che hanno causato un numero elevato di vittime civili e voli di massa di civili da Kaçanik.

## Simboli
La bandiera della municipalità mostra su campo grigio lo stemma cittadino, sormontato dalla scritta in bianco del nome della città in albanese.

## Geografia antropica

### Suddivisioni amministrative
La municipalità si divide nei seguenti villaggi:
Banjica, Belograce, Bičevac, Bob, Vata, Vrtolnica, Gabrica, Gajre, Globočica, Gorance, Gornja Grlica, Dimce, Doganović, Drenova Glava, Drobnjak, Dubrava, Dura, Đeneral Janković, Đurđev Dol, Eleza, Ivaja, Kačanik, Kovačevac, Korbulić, Kotlina, Krivenik, Lanište, Lirishtë, Nećavce, Nika, Nikovce, Palivodenica, Pustenik, Režance, Reka, Runjevo, Semanje, Sečište, Slatina, Sopotnica, Stagovo, Stari Kačanik e Straža.

## Società

### Evoluzione demografica
| Composizione etnica |          |   |       |   |        |   |          |   |      |   |         |   |          |   |        |   |        |
| Anno/Etnia          | Albanesi | % | Serbi | % | Turchi | % | Bosniaci | % | Roma | % | Ashkali | % | Egiziani | % | Gorani | % | Totale |
| 2013                | 33 362   |   | 13    |   | 3      |   | 19       |   | 8    |   | 2       |   | {0       |   | 2      |   | 33 409 |